# Spital am Semmering
Spital am Semmering is een gemeente in de Oostenrijkse deelstaat Stiermarken, en maakt deel uit van het district Bruck-Mürzzuschlag.
Spital am Semmering telt 1745 inwoners (2022) en ligt tussen de Semmeringpas en de stad Mürzzuschlag. Het heeft een station aan de Semmeringspoorlijn.
Ottokar III van Stiermarken stichtte hier in 1160 een hospitium (hospitaal), waaraan de plaats zijn naam te danken heeft.
Ten zuiden van Spital en op het grondgebied van de gemeente ligt de Stuhleck, met 1782 m. de hoogste berg van de Fischbacher Alpen. Aan de westkant van de berg bevindt zich een skigebied.
Stadsgemeenten:
Bruck an der Mur · Kapfenberg · Kindberg · Mariazell · Mürzzuschlag

Marktgemeenten:
Aflenz · Breitenau am Hochlantsch · Krieglach · Langenwang · Neuberg an der Mürz · Sankt Barbara im Mürztal · Sankt Lorenzen im Mürztal · Sankt Marein im Mürztal · Thörl · Turnau

Overige gemeenten:
Pernegg an der Mur · Spital am Semmering · Stanz im Mürztal  · Tragöß-Sankt Katharein
- Gemeinsame Normdatei: 4397008-4
- Virtual International Authority File: 245815795